# Erianthemum virescens
Erianthemum virescens là một loài thực vật có hoa trong họ Loranthaceae. Loài này được (N.E.Br.) Wiens & Polhill mô tả khoa học đầu tiên năm 1992.